# Crispiloba disperma
Crispiloba là chi thực vật có hoa trong họ Alseuosmiaceae.